# Zavadivka, Turka
Zavadivka (în ucraineană Завадівка) este localitatea de reședință a comunei Zavadivka din raionul Turka, regiunea Liov, Ucraina.

## Demografie
Componența lingvistică a localității Zavadivka
     Ucraineană (99,68%)
     Alte limbi (0,32%)
Conform recensământului din 2001, majoritatea populației localității Zavadivka era vorbitoare de ucraineană (99,68%), existând în minoritate și vorbitori de alte limbi.